# Гваделупска каракара
Гваделупската каракара (Caracara lutosa) е изчезнал вид птица от семейство Соколови (Falconidae).

## Разпространение
Този вид е обитавал мексиканския остров Гуадалупе до началото на 20 век.